# Neufchâteau (Vosges)
Neufchâteau é uma  comuna francesa do departamento de Vosges, situada na região de Grande Leste, às margens do rio Mosa.

Brasão de armas de Neufchâteau (Vosges).

Esta cidade está geminada com Miranda do Corvo, em Portugal.